# Suzuki Jimny
Der Suzuki Jimny ist ein leichter Geländewagen des japanischen Herstellers Suzuki. Während sämtliche Vorgänger bereits seit 1968 in Japan unter der Bezeichnung angeboten werden, erhielt in Europa erst die im Sommer 1998 vorgestellte dritte Generation als Nachfolger des seit 1981 gebauten Suzuki SJ diesen Namen.

## Erste Generation FJ (1998–2018)
Wie bei den SJ-Modellen gibt es den 1998 eingeführten Jimny in einer geschlossenen Variante und als Cabrio. Er ist zwar nicht ganz so geländegängig wie das Vorgängermodell, aber komfortabler und alltagstauglicher. Im August 2005 gab es eine Modellpflege. Das Modell wird in Japan auch als Mazda AZ-Offroad mit 660-cm³-Motor vertrieben. Es handelt sich bei der Mazda-Variante um eine Kei-Car-Variante, die es auch vom Jimny gibt und nicht der in Europa erhältlichen Version entspricht. Auch den Jimny gibt es mit diesem Motor.
Der Jimny hat vorne und hinten sehr kurze Überhänge. Dies ermöglicht Böschungswinkel bis zu 42°. Die Modelle ab Sommer 2005 haben eine neu gestaltete Frontpartie, um den Ladeluftkühler der stärkeren Dieselvariante unterzubringen. Dadurch wurde der vordere Böschungswinkel auf 36° reduziert.
Beide Varianten werden von dem bei Suzuki üblichen 1,3-Liter-Ottomotor mit 4 Zylindern und 16 Ventilen angetrieben. Dieser leistet 63 kW (86 PS) und verbraucht laut Hersteller im Drittelmix 7,2 Liter Super bleifrei. Der Kohlendioxid-Ausstoß liegt bei 171 g/km.
Statt des Ottomotors bietet Suzuki auch einen 1,5-Liter-Common-Rail-Dieselmotor von Renault mit 48 kW (65 PS) an. Dieser verbraucht im Drittelmix 6,1 Liter bei einem Kohlendioxid-Ausstoß von 162 g/km. Seit Sommer 2005 leistet dieser Motor ebenso wie der Ottomotor 63 kW (86 PS). Das maximale Drehmoment des Dieselmotors ist mit 200 Nm erheblich größer als das des Ottomotors, der 110 Nm abgeben kann.
In Deutschland und in der Schweiz wird das Fahrzeug nur noch mit zuschaltbarem Allradantrieb und Untersetzungsgetriebe angeboten, die 2WD-Version gibt es nicht mehr. Im Normalbetrieb wird nur die Hinterachse angetrieben. Der Wagen darf in Deutschland 1300 kg ziehen, was dem Fahrzeugleergewicht entspricht.
Die Cabriovariante sowie die Dieselmodelle wurden für den europäischen Markt vom spanischen Geländewagenhersteller Santana Motor gefertigt, so dass in den Zulassungspapieren Santana (E) als Hersteller angeführt ist. Die geschlossene Version wird seit jeher in Japan produziert. In Deutschland und Österreich werden die Dieselvariante seit 2009 nicht mehr angeboten. Die Produktion des Cabrios endete 2011, als Santana geschlossen wurde.
Im Herbst 2012 wurde der Jimny erneut überarbeitet. Modifiziert wurde die Front mit neuem Kühlergrill sowie einem geänderten Stoßfänger. Am Heck wurde lediglich der Stoßfänger geringfügig angepasst. Auch erhält der Geländewagen neue Lackierungen, eine aufgewertete Ausstattung und neue Bezugsstoffe für die Sitze und Kopfstützen. Auf technischer Seite wurden keine Änderungen vorgenommen.
Seit Mitte 2012 wird der Jimny auch in Brasilien produziert, allerdings ausschließlich für den lokalen Markt. Sehr beliebt sind dort die Sondermodelle 4sun mit Faltdach wie die früheren Skyline Sondermodelle, 4sport und 4work mit geänderter Karosserie und geändertem Fahrwerk, einem Schnorchel und optional größeren Reifen. 2017 wurde ein Cabrio vorgestellt, welches unter der Bezeichnung Canvas vermarktet werden soll.
Seit Juli 2015 erfüllt der Motor die EURO-6-Abgasnorm, die Leistungsdaten blieben dabei mit 62 kW (84 PS) unverändert. Zur Serienausstattung gehören seither ESP und Reifendruckkontrollsystem. Der Innenraum wurde leicht überarbeitet und das Lenkrad angepasst.

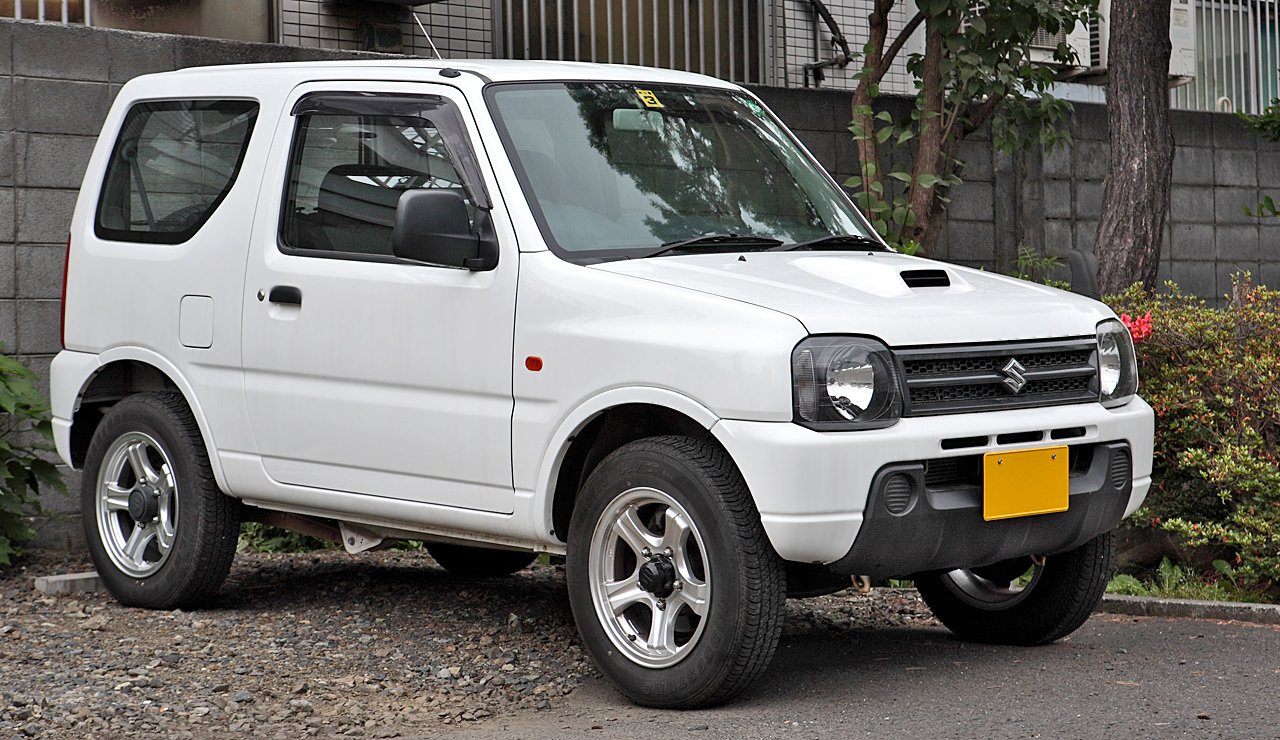
Japanische Variante mit 660-cm³-Dreizylindermotor

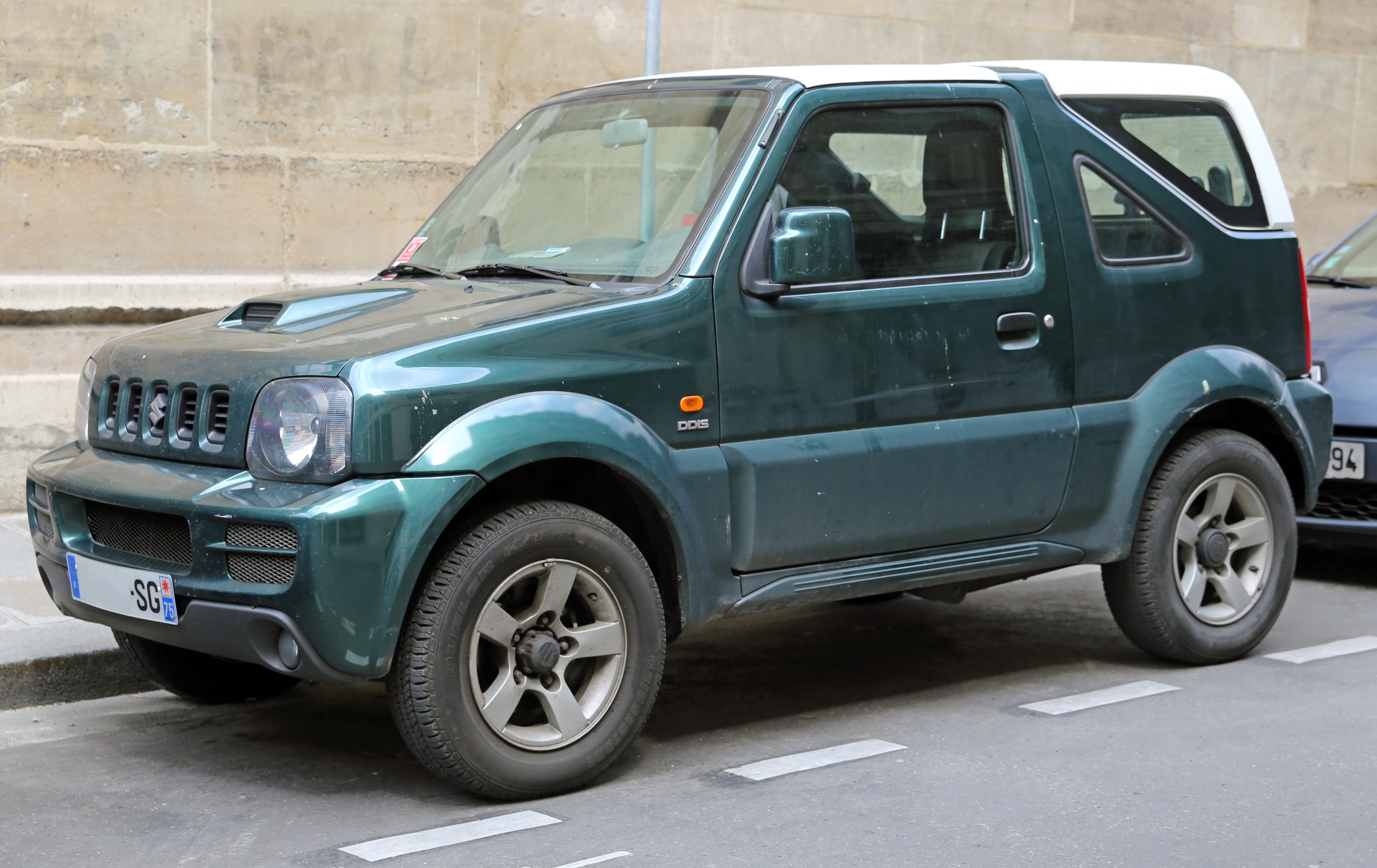
Suzuki Jimny Cabrio (2005–2012)
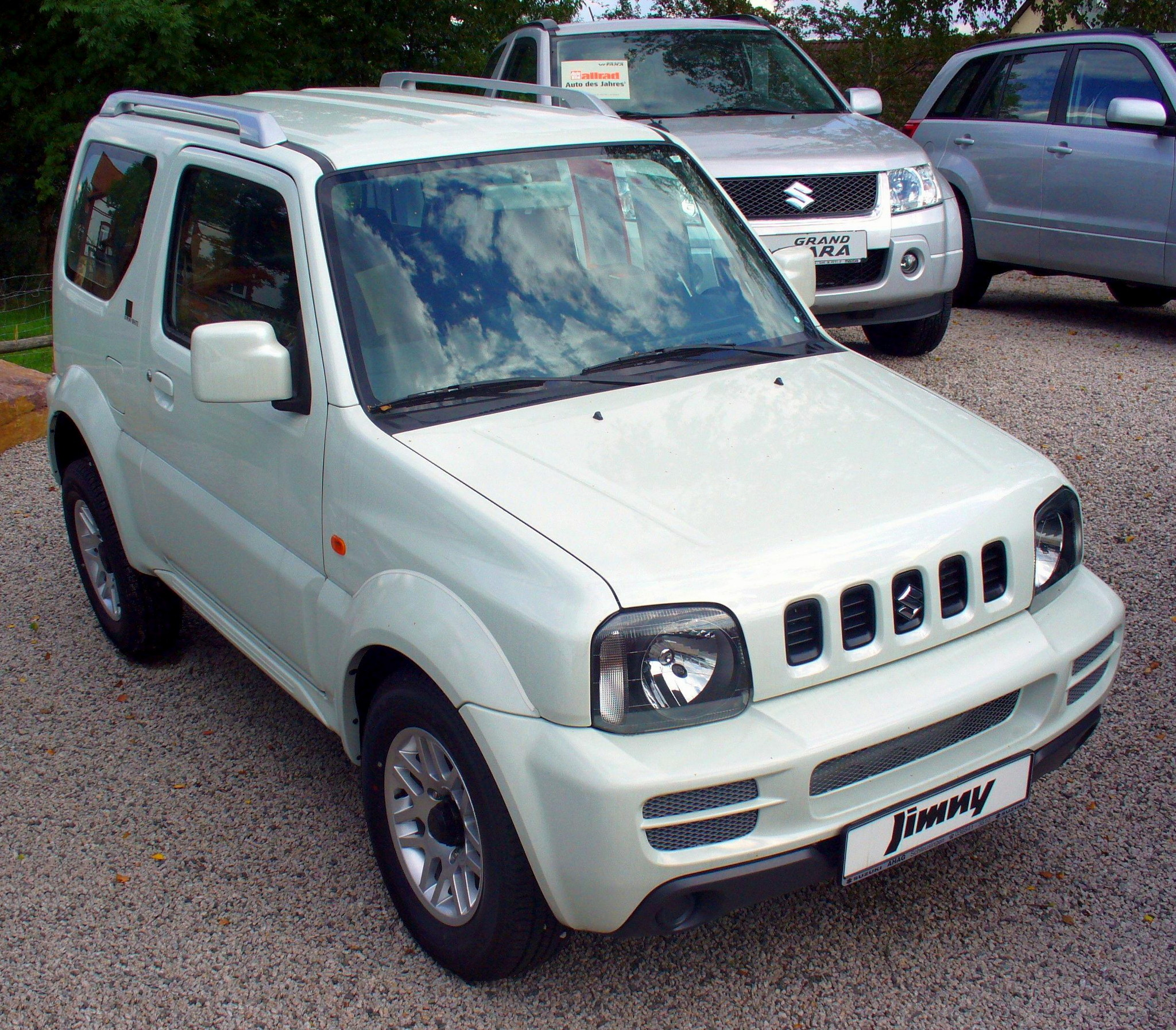
Suzuki Jimny „Black & White“ (2007)
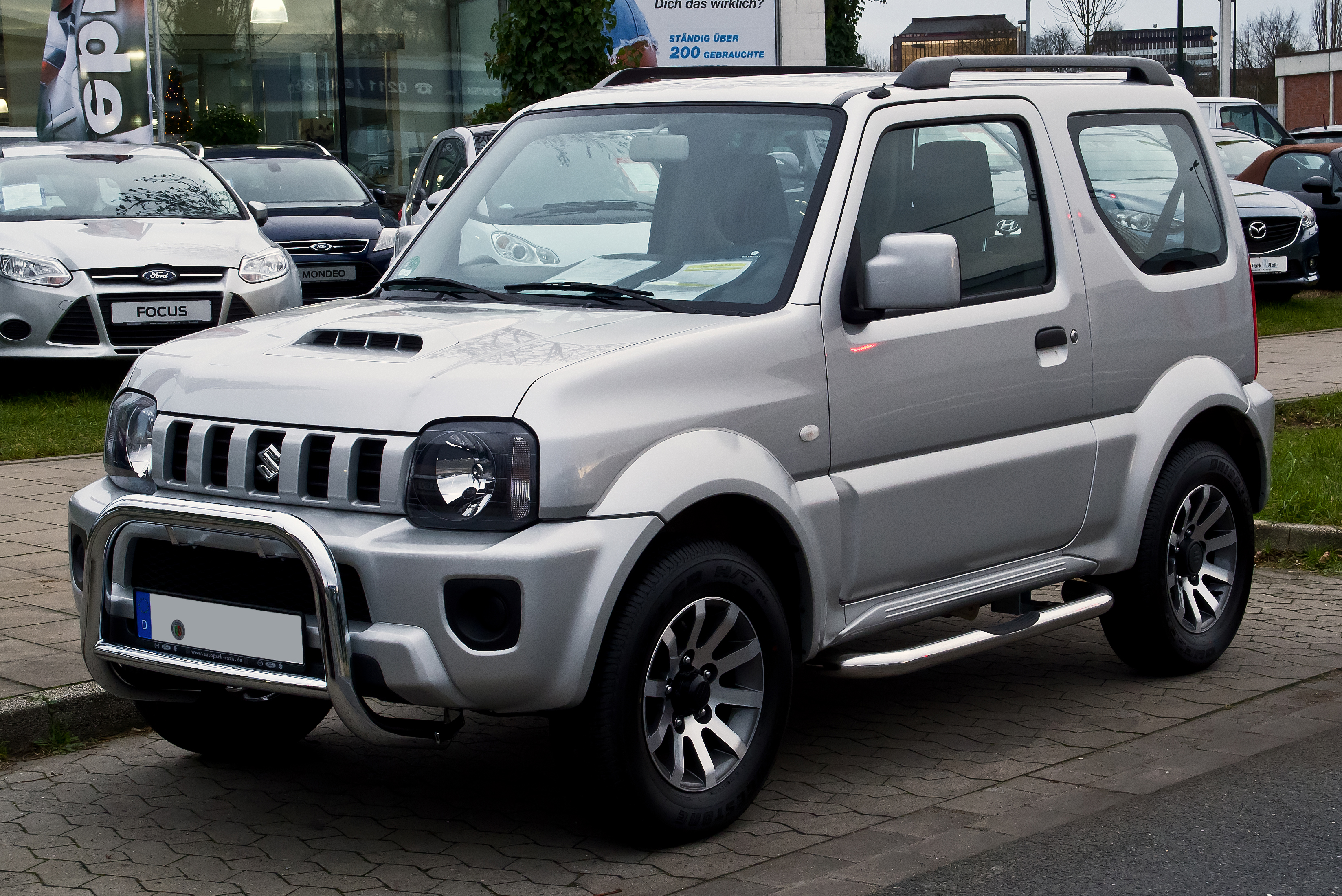
Suzuki Jimny (2012–2018)
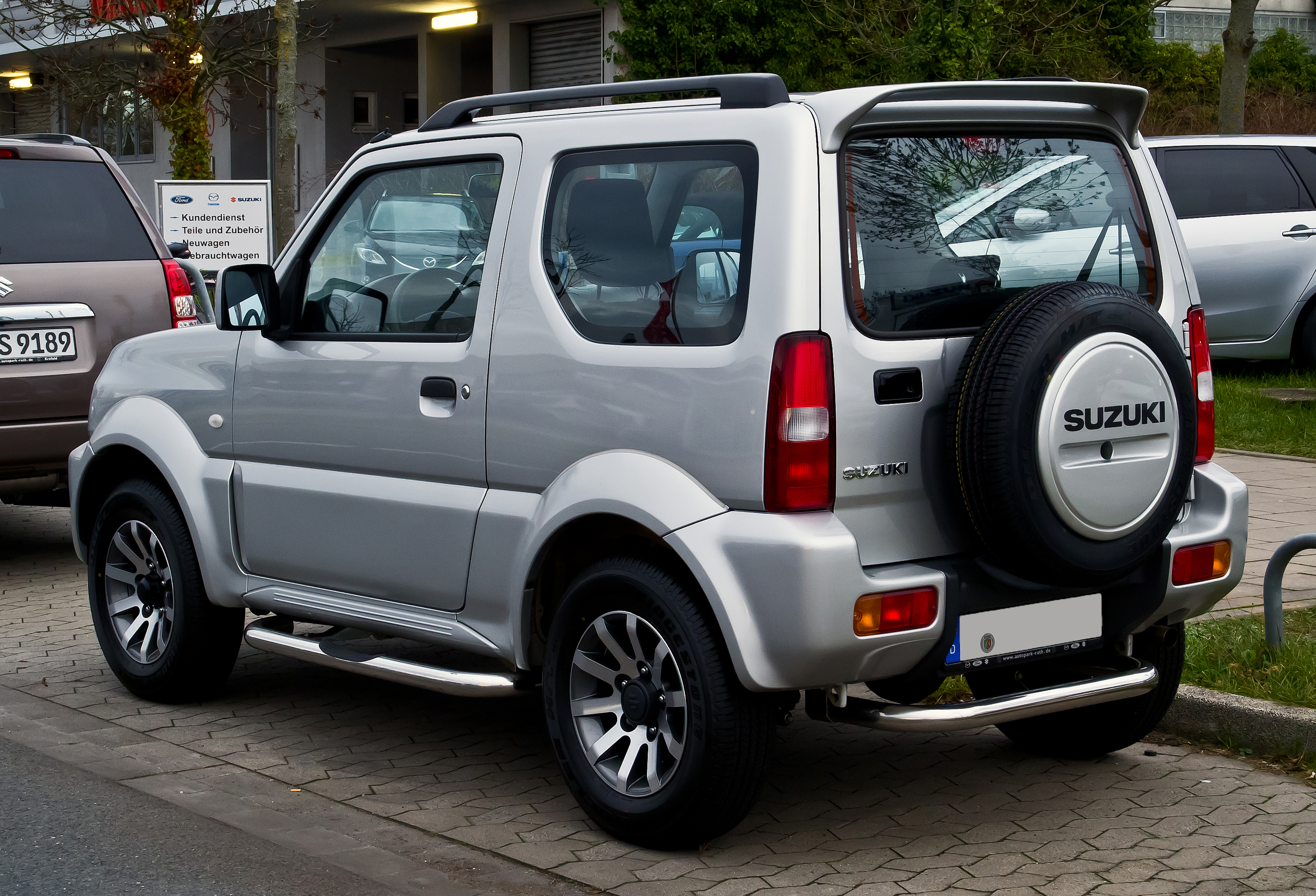
Heckansicht

### Technische Daten
|                                             | 1.3                                                              | 1.3                        | 1.3                        | 1.3                        | 1.5 D                 | 1.5 DDiS              |
| Bauzeitraum                                 | 10/1998–12/2000                                                  | 01/2001–05/2005            | 06/2005–06/2015            | 07/2015–04/2018            | 04/2004–11/2005       | 12/2005–04/2009       |
| Motorkenndaten                              |                                                                  |                            |                            |                            |                       |                       |
| Motortyp                                    | R4-Ottomotor                                                     | R4-Ottomotor               | R4-Ottomotor               | R4-Ottomotor               | R4-Dieselmotor        | R4-Dieselmotor        |
| Hubraum                                     | 1298 cm³                                                         | 1328 cm³                   | 1328 cm³                   | 1328 cm³                   | 1461 cm³              | 1461 cm³              |
| max. Leistung bei min−1                     | 59 kW (80 PS) / 6000                                             | 60 kW (82 PS) / 5500       | 63 kW (86 PS) / 6000       | 62 kW (84 PS) / 6000       | 48 kW (65 PS) / 3750  | 63 kW (86 PS) / 3750  |
| max. Drehmoment bei min−1                   | 104 / 4500                                                       | 110 / 4500                 | 110 Nm / 4100              | 110 Nm / 4100              | 160 Nm /              | 200 Nm / 1750         |
| Kraftübertragung                            |                                                                  |                            |                            |                            |                       |                       |
| Antrieb, serienmäßig                        | Hinterradantrieb                                                 | Allradantrieb              | Allradantrieb              | Allradantrieb              | Allradantrieb         | Allradantrieb         |
| Antrieb, optional                           | (Allradantrieb)                                                  | —                          | —                          | —                          | —                     | —                     |
| Getriebe, serienmäßig                       | 5-Gang-Schaltgetriebe                                            | 5-Gang-Schaltgetriebe      | 5-Gang-Schaltgetriebe      | 5-Gang-Schaltgetriebe      | 5-Gang-Schaltgetriebe | 5-Gang-Schaltgetriebe |
| Getriebe, optional                          | [4-Gang-Automatikgetriebe (nur in Verbindung mit Allradantrieb)] | [4-Gang-Automatikgetriebe] | [4-Gang-Automatikgetriebe] | [4-Gang-Automatikgetriebe] | —                     | —                     |
| Messwerte                                   |                                                                  |                            |                            |                            |                       |                       |
| Höchstgeschwindigkeit                       | 140 km/h [135 km/h]                                              | 140 km/h                   | 140 km/h [135 km/h]        | 140 km/h [135 km/h]        | 130 km/h              | 145 km/h              |
| Beschleunigung, 0–100 km/h                  | k. A.                                                            | k. A.                      | 14,1 s [17,2 s]            | 14,1 s [17,2 s]            | k. A.                 | 17,0 s                |
| Kraftstoffverbrauch auf 100 km (kombiniert) | 8,0 l Super (8,2 l Super)                                        | 7,8 l Super                | 7,1 l [7,3 l] Super        | 7,1 l [7,3 l] Super        | 6,1 l Diesel          | 6,1 l Diesel          |
| CO2-Emissionen (kombiniert)                 | k. A.                                                            | k. A.                      | 162 g/km [167 g/km]        | 162 g/km [167 g/km]        | 162 g/km              | 162 g/km              |
| Tankinhalt                                  | 40 l                                                             | 40 l                       | 40 l                       | 40 l                       | 40 l                  | 40 l                  |

## Zweite Generation GJ (seit 2018)
2018 präsentierte Suzuki eine neue Generation des Jimny. Als erstes kam er im Juli 2018 in Japan auf den Markt, der europäische Markt folgte am 27. Oktober 2018. In Japan existiert zudem eine Kei-Car-Variante mit geringeren Abmessungen. Eine Cabrioversion wird nicht mehr angeboten. Seit Oktober 2021 gibt es den Jimny in den EU-Märkten nur noch in einer Nutzfahrzeugvariante in der Zulassungsklasse N1 mit Trenngitter zum Laderaum sowie ohne Seiten- und Kopfairbags. Außerdem wurde die Sitzanzahl auf zwei reduziert, denn in Nutzfahrzeugen (Fahrzeugen für den Transport von Gütern) muss mehr Platz für den Transport von Gütern vorhanden sein als für den Personentransport. Hintergrund ist, dass die Jimny-Zulassungen mit ihrem vergleichsweise hohen Verbrauch auf diese Weise nicht auf den Pkw-CO2-Flottenverbrauch des Herstellers Suzuki zählen, da dieser nur M1-Fahrzeuge umfasst. Die viersitzige Version wurde bereits im September 2020 vom europäischen Markt genommen.
Im Januar 2023 präsentierte Maruti Suzuki auf der Auto Expo eine fünftürige Version. Der Radstand beträgt hier 2.590 mm, die Gesamtlänge 3.985 mm. Diese Version bleibt vorerst den Märkten in Indien, Afrika, Australien und Lateinamerika vorbehalten. Sie wird seit Januar 2025 auch in Japan importiert.
Mitte 2024 wurde der Verkauf des Jimny in Deutschland und der restlichen EU komplett eingestellt. Hintergrund dafür sind die strengen EU-Emissionsvorschriften, die für Suzuki zu potenziellen Strafzahlungen führen würden. Aus diesem Anlass wurde im Juli 2024 noch das auf 900 Exemplare limitierte Sondermodell Horizon vorgestellt. Ausschließlich in Frankreich wurde 2025 dann doch noch das auf 55 Exemplare limitierte Sondermodell 55ème anniversaire verkauft. Der Suzuki Jimny ist außerhalb von Europa, zum Beispiel in Indien oder Japan, weiterhin erhältlich.

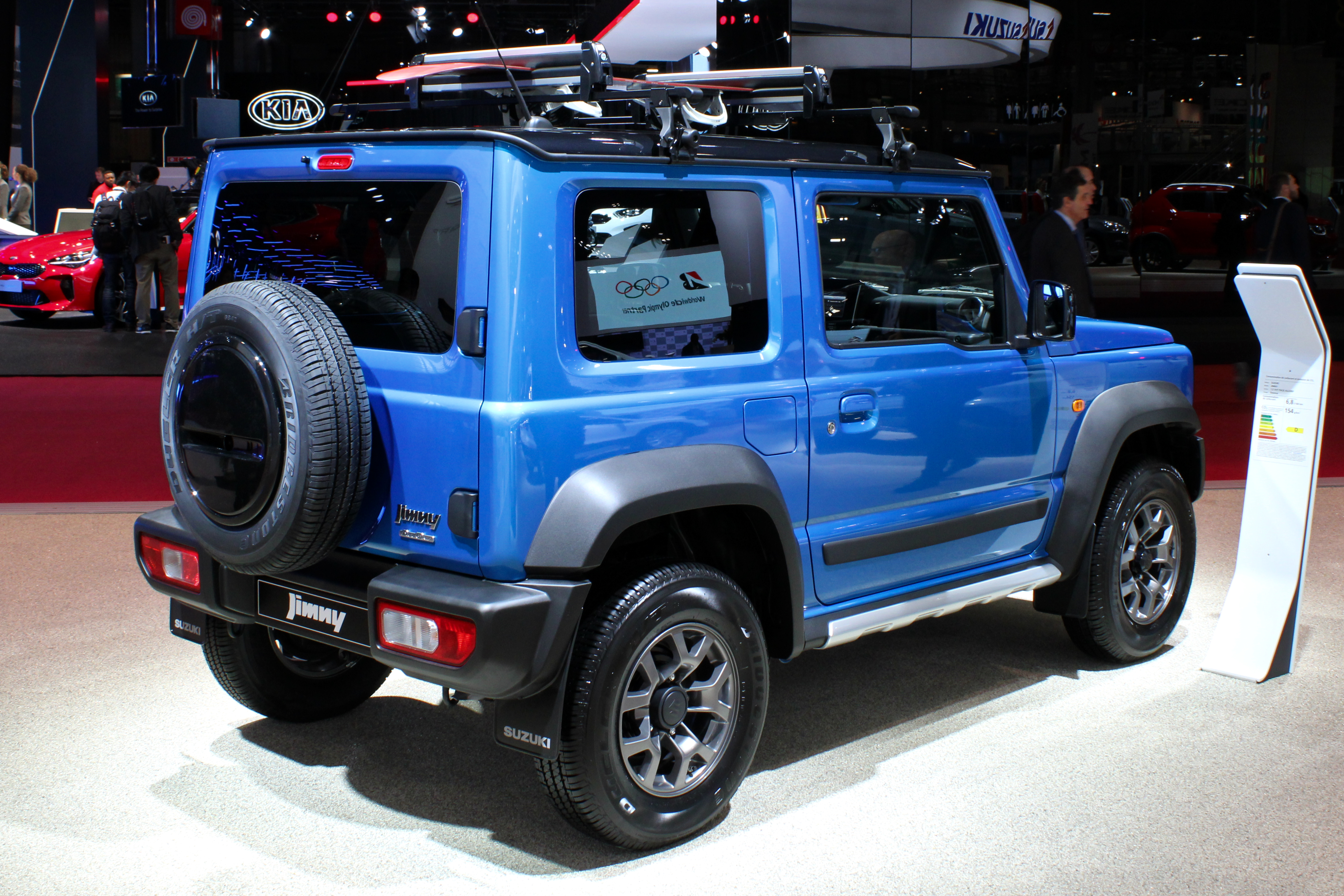
Heckansicht
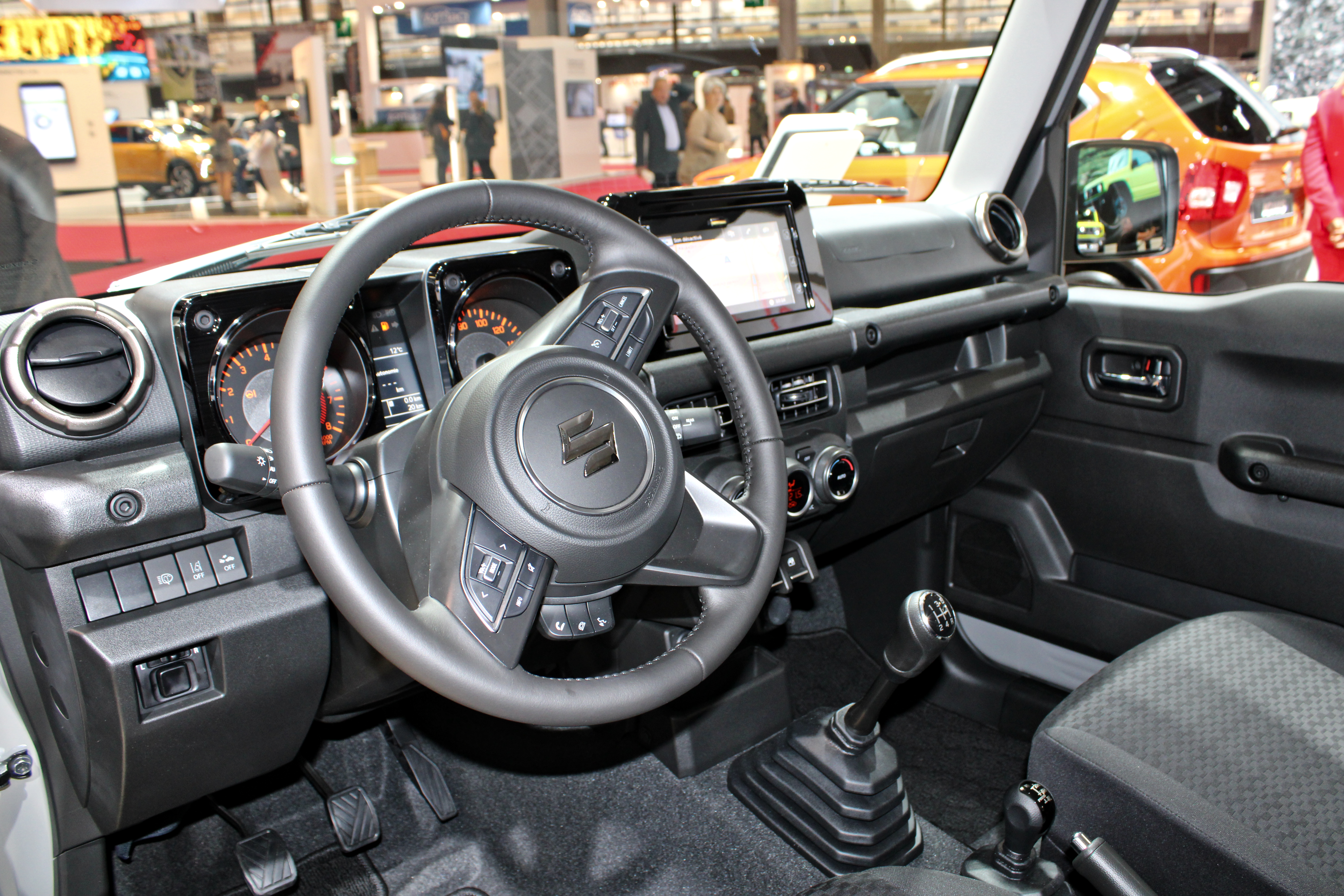
Innenansicht
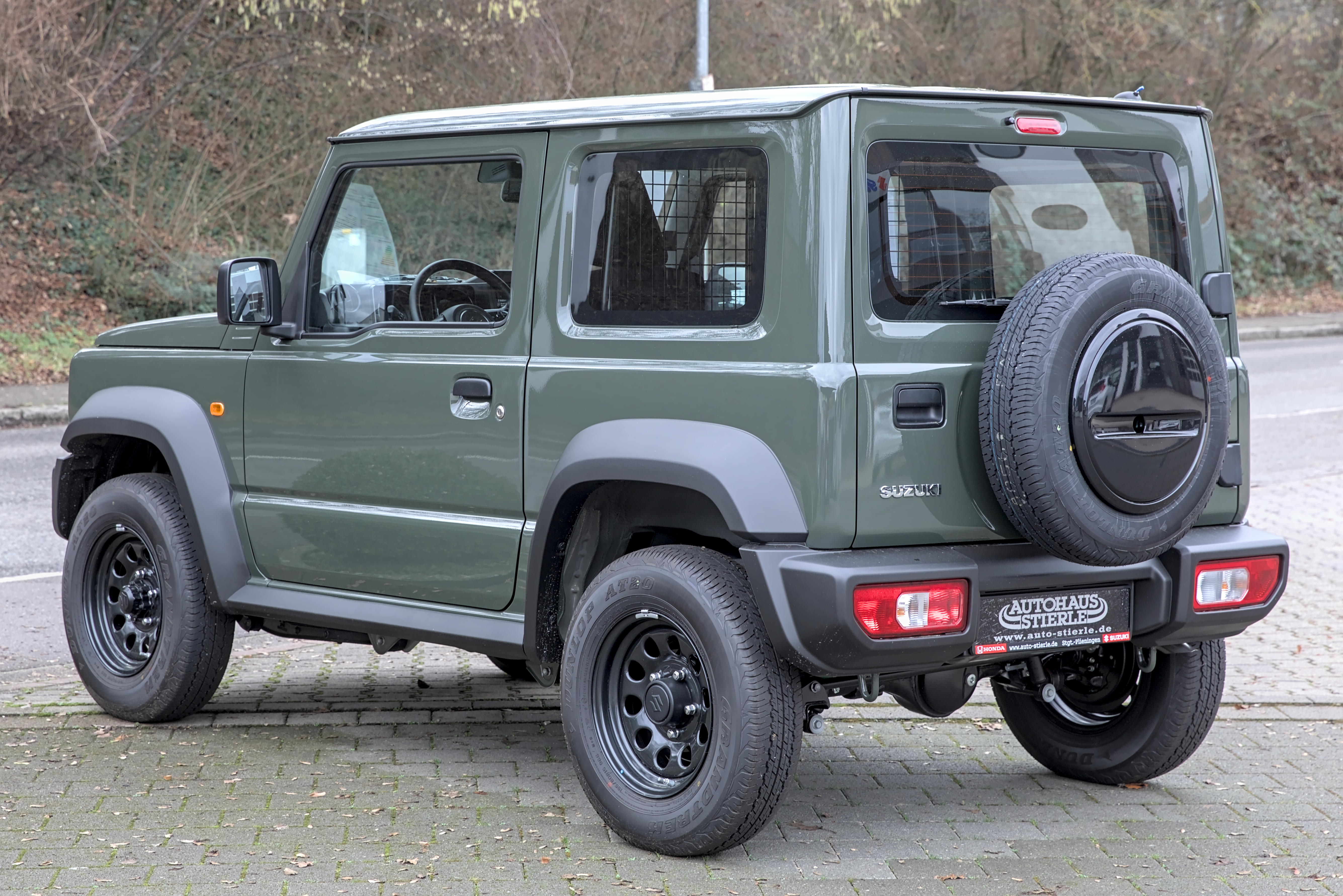
Nutzfahrzeug-Ausführung
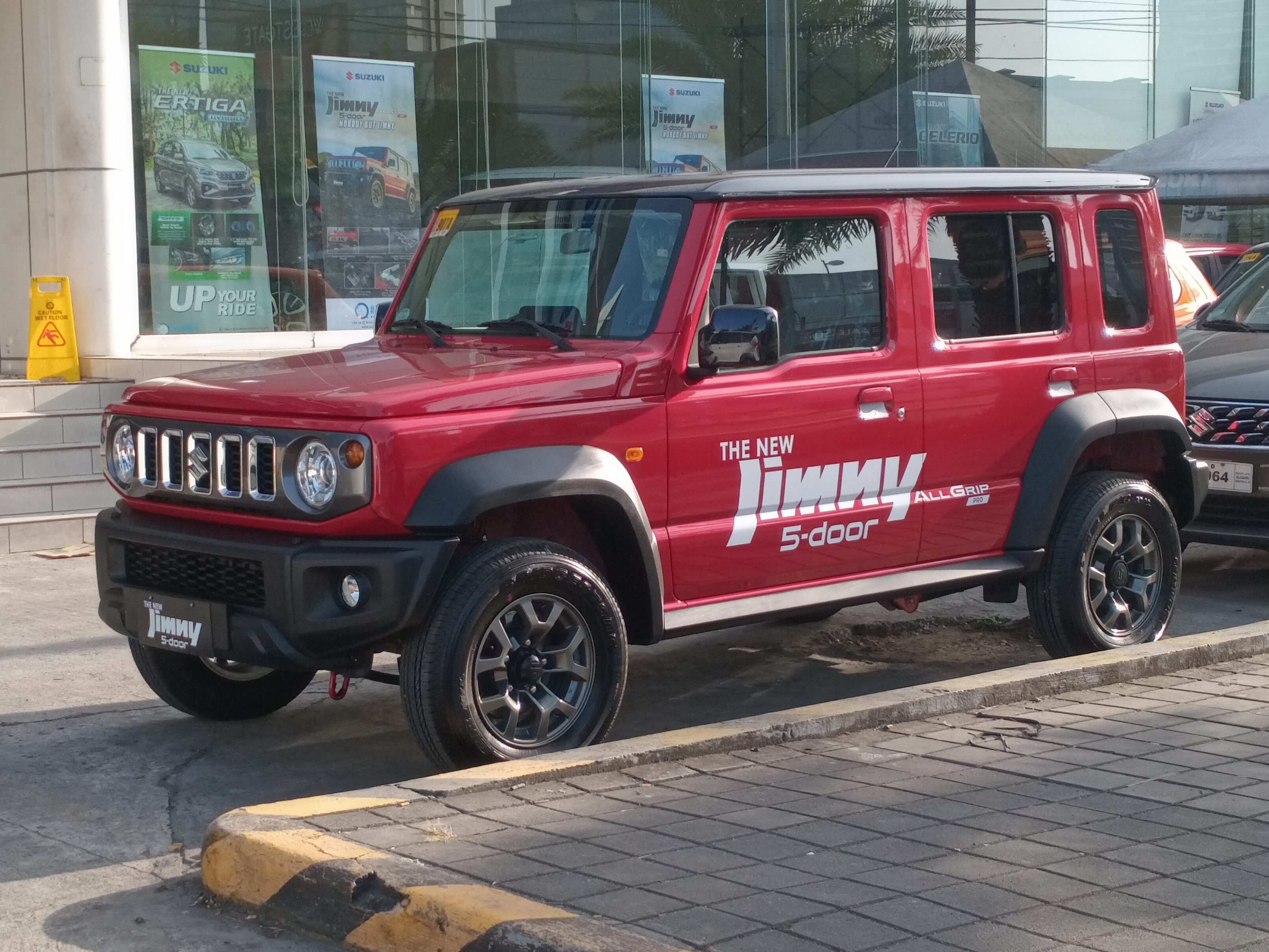
Suzuki Jimny Fünftürer (seit 2023)

### Technische Daten
|                                             | 1.5                        |
| Bauzeitraum                                 | seit 10/2018               |
| Motorkenndaten                              |                            |
| Motortyp                                    | R4-Ottomotor               |
| Motorcode                                   | K15B                       |
| Hubraum                                     | 1462 cm³                   |
| max. Leistung bei min−1                     | 75 kW (102 PS) / 6000      |
| max. Drehmoment bei min−1                   | 130 Nm / 4000              |
| Kraftübertragung                            |                            |
| Antrieb, serienmäßig                        | Allradantrieb              |
| Antrieb, optional                           | —                          |
| Getriebe, serienmäßig                       | 5-Gang-Schaltgetriebe      |
| Getriebe, optional                          | [4-Gang-Automatikgetriebe] |
| Messwerte                                   |                            |
| Höchstgeschwindigkeit                       | 145 km/h [140 km/h]        |
| Beschleunigung, 0–100 km/h                  | 12,8 s [k. A.]             |
| Kraftstoffverbrauch auf 100 km (kombiniert) | 6,8 l Super [7,5 l Super]  |
| CO2-Emissionen (kombiniert)                 | 154 g/km [170 g/km]        |
| Tankinhalt                                  | 40 l                       |
| Abgasnorm nach EU-Klassifikation            | Euro 6d-TEMP               |

## Santana Jimny
Mit dem Ende der Zusammenarbeit von Suzuki und Santana im Jahr 2009 gab Suzuki bekannt, dass es für die von Santana gefertigten Fahrzeuge keinen Kundensupport gebe, da es sich nicht um Suzukis, sondern um Santanas handele. Das Ende von Santana im Jahr 2011 bedeutet für die in Spanien gefertigten Fahrzeuge, in erster Linie das Jimny-Cabrio, dass eine Versorgung mit fahrzeugspezifischen Ersatzteilen nicht mehr sichergestellt ist. Alle anderen Ersatzteile (z. B. Motor- oder Fahrwerkskomponenten) sind mit dem in Japan hergestellten Jimny kompatibel und weiterhin problemlos erhältlich. Die Fahrgestellnummer der bei Santana hergestellten Fahrzeuge beginnt mit den Buchstaben „VSE“.
Ebenfalls klagen Fahrzeugbesitzer über die stark schwankende Verarbeitungsqualität und starke Korrosion der bei Santana gefertigten Fahrzeuge.